# Selecció masculina de bàsquet dels Estats Units
La selecció masculina de bàsquet dels Estats Units representa als Estats Units en les competicions internacionals masculines de bàsquet. Ha guanyat 20 medalles (17 d'or) en els Jocs Olímpics, 12 medalles (5 d'or) en el Campionat del Món i 9 medalles (7 d'or) en el Campionat d'Amèrica.
La selecció masculina és un dels equips més predominants en els Jocs Olímpics, ja que han guanyat una medalla en totes les edicions que han participat. A més, fins al 1989 la Federació Internacional de Bàsquet no va permetre als jugadors professionals participar en les Olímpiades.
Carmelo Anthony, amb 31 partits jugats, és el jugador amb més aparicions internacionals amb la samarreta de la selecció nacional en els Jocs Olímpics, mentre que Kevin Durant, amb 518 punts és el màxim anotador en tota la història olímpica de la selecció.

## Historial

### Jocs Olímpics
| Edició | Any  | Seu            | Posició             | J                   | G                   | P                   | PF                  | PC                  | DP                  |
| ------ | ---- | -------------- | ------------------- | ------------------- | ------------------- | ------------------- | ------------------- | ------------------- | ------------------- |
| XI     | 1936 | Berlín         | 1                   | 5                   | 5                   | 0                   | 154                 | 69                  | +85                 |
| XIV    | 1948 | Londres        | 1                   | 8                   | 8                   | 0                   | 524                 | 256                 | +268                |
| XV     | 1952 | Hèlsinki       | 1                   | 8                   | 8                   | 0                   | 562                 | 406                 | +156                |
| XVI    | 1956 | Melbourne      | 1                   | 8                   | 8                   | 0                   | 793                 | 365                 | +428                |
| XVII   | 1960 | Roma           | 1                   | 8                   | 8                   | 0                   | 815                 | 476                 | +339                |
| XVIII  | 1964 | Tòquio         | 1                   | 9                   | 9                   | 0                   | 704                 | 434                 | +270                |
| XIX    | 1968 | Mèxic DF       | 1                   | 9                   | 9                   | 0                   | 739                 | 505                 | +234                |
| XX     | 1972 | Múnic          | 2                   | 9                   | 8                   | 1                   | 660                 | 401                 | +259                |
| XXI    | 1976 | Montreal       | 1                   | 7                   | 7                   | 0                   | 586                 | 500                 | +86                 |
| XXII   | 1980 | Moscou         | No hi va participar | No hi va participar | No hi va participar | No hi va participar | No hi va participar | No hi va participar | No hi va participar |
| XXIII  | 1984 | Los Angeles    | 1                   | 8                   | 8                   | 0                   | 763                 | 506                 | +257                |
| XXIV   | 1988 | Seül           | 3                   | 8                   | 7                   | 1                   | 733                 | 490                 | +243                |
| XXV    | 1992 | Barcelona      | 1                   | 8                   | 8                   | 0                   | 938                 | 588                 | +350                |
| XXVI   | 1996 | Atlanta        | 1                   | 8                   | 8                   | 0                   | 816                 | 562                 | +254                |
| XXVII  | 2000 | Sydney         | 1                   | 8                   | 8                   | 0                   | 760                 | 587                 | +173                |
| XXVIII | 2004 | Atenes         | 3                   | 8                   | 5                   | 3                   | 705                 | 668                 | +37                 |
| XXIX   | 2008 | Pequín         | 1                   | 8                   | 8                   | 0                   | 850                 | 627                 | +223                |
| XXX    | 2012 | Londres        | 1                   | 8                   | 8                   | 0                   | 924                 | 667                 | +257                |
| XXXI   | 2016 | Rio de Janeiro | 1                   | 8                   | 8                   | 0                   | 807                 | 627                 | +180                |
| XXXII  | 2020 | Tòquio         | 1                   | 6                   | 5                   | 1                   | 594                 | 474                 | +120                |
| XXXIII | 2024 | París          | 1                   | 6                   | 6                   | 0                   | 632                 | 518                 | +114                |

### Campionat del Món
| Edició | Any  | Seu                      | Posició    | J  | G | P | PF  | PC  | DP   |
| ------ | ---- | ------------------------ | ---------- | -- | - | - | --- | --- | ---- |
| I      | 1950 | Argentina                | 2          | 6  | 5 | 1 | 258 | 233 | +25  |
| II     | 1954 | Brasil                   | 1          | 9  | 9 | 0 | 614 | 388 | +266 |
| III    | 1959 | Xile                     | 2          | 9  | 7 | 2 | 641 | 582 | +59  |
| IV     | 1963 | Brasil                   | 4a posició | 9  | 6 | 3 | 754 | 635 | +119 |
| V      | 1967 | Uruguai                  | 4a posició | 9  | 7 | 2 | 675 | 583 | +92  |
| VI     | 1970 | Iugoslàvia               | 5a posició | 9  | 6 | 3 | 703 | 577 | +126 |
| VII    | 1974 | Puerto Rico              | 3          | 9  | 8 | 1 | 938 | 758 | +180 |
| VIII   | 1978 | Filipines                | 5a posició | 10 | 6 | 4 | 908 | 843 | +65  |
| IX     | 1982 | Colòmbia                 | 2          | 9  | 7 | 2 | 857 | 768 | +89  |
| X      | 1986 | Espanya                  | 1          | 10 | 9 | 1 | 845 | 712 | +133 |
| XI     | 1990 | Argentina                | 3          | 8  | 6 | 2 | 804 | 710 | +94  |
| XII    | 1994 | Canadà                   | 1          | 8  | 8 | 0 | 961 | 659 | +302 |
| XIII   | 1998 | Grècia                   | 3          | 9  | 7 | 2 | 739 | 634 | +105 |
| XIV    | 2002 | Estats Units             | 6a posició | 9  | 6 | 3 | 832 | 678 | +153 |
| XV     | 2006 | Japó                     | 3          | 9  | 8 | 1 | 932 | 748 | +184 |
| XVI    | 2010 | Turquia                  | 1          | 9  | 9 | 0 | 835 | 614 | +221 |
| XVII   | 2014 | Espanya                  | 1          | 9  | 9 | 0 | 941 | 644 | +297 |
| XVIII  | 2019 | Xina                     | 7a posició | 8  | 6 | 2 | 692 | 587 | +105 |
| XIX    | 2023 | Filipines Japó Indonèsia | 4a posició | 8  | 5 | 3 | 836 | 701 | +135 |

### Campionat d'Amèrica
| Edició | Any  | Seu                        | Posició             | J                   | G                   | P                   | PF                  | PC                  | DP                  |
| ------ | ---- | -------------------------- | ------------------- | ------------------- | ------------------- | ------------------- | ------------------- | ------------------- | ------------------- |
| I      | 1980 | Puerto Rico                | No hi va participar | No hi va participar | No hi va participar | No hi va participar | No hi va participar | No hi va participar | No hi va participar |
| II     | 1984 | Brasil                     | No hi va participar | No hi va participar | No hi va participar | No hi va participar | No hi va participar | No hi va participar | No hi va participar |
| III    | 1988 | Uruguai                    | No hi va participar | No hi va participar | No hi va participar | No hi va participar | No hi va participar | No hi va participar | No hi va participar |
| IV     | 1989 | Mèxic                      | 2                   | 8                   | 6                   | 2                   | 776                 | 740                 | +36                 |
| V      | 1992 | Estats Units               | 1                   | 6                   | 6                   | 0                   | 727                 | 418                 | +309                |
| VI     | 1993 | Puerto Rico                | 1                   | 7                   | 6                   | 1                   | 710                 | 659                 | +51                 |
| VII    | 1995 | Argentina                  | No hi va participar | No hi va participar | No hi va participar | No hi va participar | No hi va participar | No hi va participar | No hi va participar |
| VIII   | 1997 | Uruguai                    | 1                   | 9                   | 8                   | 1                   | 845                 | 759                 | +86                 |
| IX     | 1999 | Puerto Rico                | 1                   | 10                  | 10                  | 0                   | 978                 | 662                 | +316                |
| X      | 2001 | Argentina                  | No hi va participar | No hi va participar | No hi va participar | No hi va participar | No hi va participar | No hi va participar | No hi va participar |
| XI     | 2003 | Puerto Rico                | 1                   | 10                  | 10                  | 0                   | 1017                | 708                 | +309                |
| XII    | 2005 | República Dominicana       | 4a posició          | 10                  | 4                   | 6                   | 846                 | 850                 | -4                  |
| XIII   | 2007 | Estats Units               | 1                   | 10                  | 10                  | 0                   | 1167                | 772                 | +395                |
| XIV    | 2009 | Puerto Rico                | No hi va participar | No hi va participar | No hi va participar | No hi va participar | No hi va participar | No hi va participar | No hi va participar |
| XV     | 2011 | Argentina                  | No hi va participar | No hi va participar | No hi va participar | No hi va participar | No hi va participar | No hi va participar | No hi va participar |
| XVI    | 2013 | Veneçuela                  | No hi va participar | No hi va participar | No hi va participar | No hi va participar | No hi va participar | No hi va participar | No hi va participar |
| XVII   | 2015 | Mèxic                      | No hi va participar | No hi va participar | No hi va participar | No hi va participar | No hi va participar | No hi va participar | No hi va participar |
| XVIII  | 2017 | Argentina Colòmbia Uruguai | 1                   | 5                   | 5                   | 0                   | 414                 | 316                 | +98                 |
| XIX    | 2022 | Brasil                     | 3                   | 6                   | 4                   | 2                   | 498                 | 426                 | +72                 |